# Shitposting

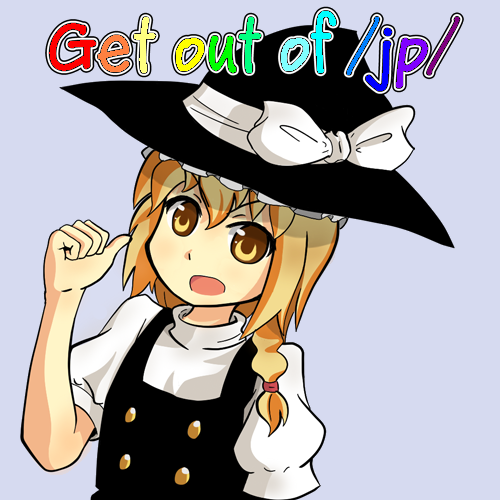
Meme de tip shitpost („imagine de reacție”) care provine din /jp/ (cultura Otaku) de pe 4chan, cu personajul Marisa Kirisame din Touhou Project

Un alt exemplu de shitposting: o imagine care nu conține altceva decât text care conține litere la întâmplare

În cultura internetului, shitposting sau trashposting este practica prin care prin intermediul unui forum online sau o pagină de social media conținut care este „agresiv, ironic, destinat pentru a trolla, în general de proastă calitate”. Shitposturile sunt, în general, făcute intenționat pentru a stârni discuții aprinse sau provoca reacții înflăcărate cu efort minim. Poate chiar uneori să fie orchestrată ca parte a unui flame war pentru a face un site web inutilizabil de către vizitatorii săi obișnuiți.

## Definiție și utilizări
Shitposting este o formă relativ recentă de a stârni controversă pe internet. Termenul în sine a apărut pe la mijlocul anilor 2000 pe forumuri precum 4chan. Scriind pentru Polygon, Sam Greszes a comparat shitposting-ul cu „operele confuze, fără context, ale dadaismului, care, mai ales fiindcă erau atât de absurde, erau văzute ca lucrări revoluționare atât din punct de vedere artistic, cât și politic”. Greszes scrie că scopul shitposting-ului este „de a băga în ceață într-atât de tare un consumator de internet încât să râdă sau să zâmbească”.
Profesorul Greg Barton, expert în terorism la Universitatea Deakin, a spus că shitpostingul rasist este comun pe internet și este o modalitate prin care oamenii se conectează și atrag atenția. El a spus: „Faza cu rețelele sociale este că sunt într-adevăr sociale. Că vrei feedback, că vrei ca oamenilor să le placă lucrurile pe care le postezi, fie că este vorba de Instagram sau Facebook. Cu ajutorul shitpostingului înseamnă să-ți faci profilul, să obții un răspuns și mai ironic și amuzant decât ai fi în realitate.”.

## Shitpostingul în politică
Utilizările politice ale shitposting-ului au devenit proeminente în timpul alegerilor prezidențiale din 2016 din Statele Unite. În luna mai a acelui an, The Daily Dot a scris că shitpost-ul este „o provocare deliberată concepută pentru un impact maxim cu un efort minim”.
În septembrie 2016, grupul pro-Trump Nimble America a primit o atenție mediatică pe scară largă. The Daily Beast a descris grupul ca fiind „experți în shitposting” și specialiști în distribuirea memelor care o defăimează pe Hillary Clinton”.
Ziarul Financial Times a definit shitposting ca „postatul de conținut ostentativ și lipsit de context pe forumuri sau platforme de rețele sociale, cu efectul stârnirii discuțiilor provocatoare”. Acesta a dat exemplul fostului lider al Partidului Liberal Democrat al Marii Britanii, Jo Swinson, care a fost constrânsă să nege că a ucis veverițe de distracție, după ce trolii online au inventat o poveste despre ea că ar fi făcut acest lucru.
În România, shitposting-ul politic se adresează atât politicii la nivel național, cât și la nivel regional. A se vedea pagini precum Gruparea tulburaților malefici, tendențioși și plini de ură. Duhul răutăților sau Memetafizică - pagini care în general se manifestă pe rețele sociale precum Facebook, Instagram sau TikTok, dar nu neapărat.